# 埜原村
埜原村（やわらむら）は、千葉県印旛郡に存在した村。
現在の印西市東部（旧・本埜村地区）に位置している。村の南部には印旛沼がある。

## 沿革
- 1889年（明治22年）4月1日 - 町村制施行に伴い、小林新田、将監新田、松本新田、中田切新田、安食卜杭新田、酒直卜杭新田、下井新田、長門屋新田、甚兵衛新田、佐野屋新田、押付新田、下曽根新田、行徳新田、中根新田、萩原新田の一部、松虫新田の一部が合併して発足。
- 1913年（大正2年）4月1日 - 本郷村と合併し、本埜村が発足。埜原村は消滅。